# Ударное (Приморский край)
Уда́рное — село в Дальнереченском районе Приморского края, входит в состав Веденкинского сельского поселения.

## География
Село Ударное находится к юго-востоку от Дальнереченска, на левом берегу реки Малиновка.
Село стоит рядом с автодорогой «Дальнереченск — Ариадное — Кокшаровка» (Чугуевский район Приморского края) между сёлами Междуречье и Ракитное.
Расстояние от Ударного до районного центра города Дальнереченск около 46 км.

## Население
| 2002 | 2010 |
| ---- | ---- |
| 53   | ↘14  |

## Улицы
| - ул. Клубная, - ул. Лесная, - ул. Пионерская, | - ул. Садовая, - ул. Школьная. |

## Экономика
Жители занимаются сельским хозяйством.